# Эулалия Испанская
Эулалия де Бурбон (исп. Eulalia de Borbón; 12 февраля 1864[…], Мадрид — 8 марта 1958[…], Ирун, Страна Басков) — испанская инфанта, младшая дочь королевы Испании Изабеллы II.

## Биография
Эулалия родилась в Королевском дворце в Мадриде и была младшим ребёнком королевы Испании Изабеллы II и её мужа, Франциска де Бурбона. Она была крещена 14 февраля 1864 под именем Мария Эулалия Франциска де Асис Маргарита Роберта Изабелла Франциска де Паула Кристина Мария де ла Пьедад. Её крестным отцом был герцог Пармский Роберт I, а её крестной была его сестра, принцесса Маргарита Пармская.
В 1868 году Эулалия и её семья были вынуждены покинуть Испанию из-за революции. Они жили в Париже, где Эулалия получила образование. Первое причастие ей преподал папа Пий IX в Риме.
В 1874 году брат Эулалии стал королём Испании Альфонсом XII вместо их матери. Три года спустя Эулалия вернулась в Испанию. Сначала проживала в Эскориале с матерью, позднее переехала в Алькасар в Севилье, а затем в Мадрид.

## Брак и дети
6 марта 1886 года в Мадриде Эулалия вышла замуж за своего двоюродного брата инфанта Антонио де Бурбона, сына Антуана, герцога Монпансье и его жены, инфанты Испании Луизы Фернанды. Церемонию совершил кардинал Зеферино Гонсалес Диас Туньона, архиепископ Севильи. Свадьба была отложена на несколько месяцев из-за смерти брата Эулалии, короля Альфонсо XII. Эулалия и Антонио провели свой медовый месяц в Королевском дворце в Аранхуэсе.
У Эулалии и Антонио было два сына:
- Альфонсо де Орлеан и Бурбон (1886—1975)
- Луис Фернандо де Орлеан и Бурбон (1888—1945), жена - Мария Констанция Шарлотта Сэй (1857-1943), вдова принца Анри Амедея де Бройля

После рождения младшего сына Эулалия стала жить отдельно от мужа. Проживала в Испании и Париже, часто посещала Англию. В 1908 году Эулалия оказалась в центре скандала из-за романа с французским графом Жоржем Морисом Жаметелем, морганатическим супругом принцессы Виктории Марии Мекленбург-Стрелицкой.

## Визит в США
В мае 1893 года Эулалия посетила Соединенные Штаты, став первым членом испанской королевской семьи, побывавшим на Кубе. Она также посетила Вашингтон, округ Колумбия, где была принята президентом Гровером Кливлендом в Белом доме. Затем побывала в Нью-Йорке.

## Публикации

Герб Инфанты Эулалии

Эулалия была автором нескольких работ, которые были спорными в королевских кругах.
В 1912 году под псевдонимом графини де Авила Эулалия написала книгу Au Fil de la Vie, переведенную на английский язык как «Нить жизни» (Нью-Йорк: Даффилд, 1912). Книга выразила мысли Эулалии об образовании, независимости женщин, равенстве классов, социализме, религии, браке, предрассудков и традиций. Её племянник, король Альфонс XIII телеграфировал ей и потребовал, чтобы она приостановить издание книги, пока он не увидит её сам. Эулалия отказалась подчиниться.
В мае 1915 Эулалия написала статью о германском императоре Вильгельме II. В следующем месяце она опубликовала «Жизнь изнутри» (Лондон: Кассел, 1915; перепечатано Нью-Йорк: Додд, Мид, 1915).
В августе 1925 Эулалия написала «Суды и страны мира после войны» (Лондон: Hutchinson, 1925; перепечатано Нью-Йорк: Додд, Мид, 1925). В этой работе она прокомментировала мировую политическую ситуацию, и то, что никогда не может быть мира между Францией и Германией.
В 1935 году Эулалия опубликовала свои мемуары на французском языке, «Мемуары Инфанты Эулалии (1868—1931)» (Париж: Плен, 1935). В июле 1936 г. они были опубликованы на английском языке под названием «Мемуары испанской принцессы, Её Королевского Высочества Инфанты Эулалии» (Лондон: Hutchinson, 1936; перепечатано Нью-Йорк: В. В. Нортон, 1937)

## Смерть
9 февраля 1958 года у Эулалии случился сердечный приступ в её доме в Ируне. Она умерла там 8 марта и была похоронена в Пантеоне принцев в Эскориале.